# Benjamin Smith Barton
Benjamin Smith Barton (Lancaster, 10 de fevereiro de 1766 — Nova Iorque, 19 de dezembro de 1815) foi um médico e botânico dos Estados Unidos.

## Biografia
Barton estudou Medicina em Filadélfia até 1786. Nessa altura mudou os seus estudos para a Universidade de Edimburgo e para a Universidade de Göttingen, onde esteve até 1789, voltando à Universidade de Filadélfia onde ensinou Botânica e História Natural. Em 1803 publicou "Elements of botany, or Outlines of the natural history of vegetables", o primeiro livro de bolso sobre botânica nos Estados Unidos. De 1798 a 1804 publicou um trabalho sobre plantas com uso na terapeutica médica. 
Barton era também interessado em anatomia e em zoologia e publicou "Memoir Concerning the Fascinating Faculty Which Has been Ascribed to the Rattle-Snake". Em 1803 publicou um estudo comparativo de linguística, "Etymology of Certain English Words and one Their Affinity to Words in the Languages of Different European, Asiatic and American (Indian) Nations" e uma obra sobre a origen dos Nativos Americanos, "New Views of the Origin of the Tribes and Nations of America" (1798). Barton foi o editor do periódico "Philadelphia Medical and Physical Journal" (1804-1809), uma das publicações científicas mais antigas dos Estados Unidos. Ao mesmo tempo, Barton continuava a exercer como médico no hospital de Pennsylvania. Morreu aos 49 anos de idade, de tuberculose, na cidade de Nova Iorque.

## Obras
- "Elements of botany, or Outlines of the natural history of vegetables", Barton. (1803)
- "Collections for an essay towards a materia medica of the United States", Barton. Cincinnati, Ohio. (1804)
- "Memoir Concerning the Fascinating Faculty Which Has been Ascribed to the Rattle-Snake", Barton. (1803)
- "Etymology of Certain English Words and one Their Affinity to Words in the Languages of Different European, Asiatic and American (Indian) Nations", Barton. (1803)